# Hans-Dieter Haas
Hans-Dieter Haas (* 4. Oktober 1943 in Wirsitz, Westpreußen)  ist ein deutscher Wirtschaftsgeograph. Er lehrte als Ordinarius für Wirtschaftsgeographie an der Ludwig-Maximilians-Universität München und war Inhaber des Lehrstuhls für Wirtschaftsgeographie und Betriebswirtschaftslehre der Internationalen Wirtschaftsräume.

## Leben
Haas studierte von 1963 bis 1969 Geographie, Wirtschaftswissenschaften und Geologie an der Universität Tübingen. Er promovierte 1969 und wurde wissenschaftlicher Mitarbeiter, 1973 Akademischer Rat am Geographischen Institut der Universität Tübingen. 1972 verbrachte er ein DFG-Forschungssemester an der University of the West Indies in Kingston (Jamaika). 1976 wurde Haas habilitiert (Geographie).
Er wurde 1979 als Professor für Wirtschaftsgeographie an die Ludwig-Maximilians-Universität München berufen. Von 1983 bis 1984 war er Dekan der Fakultät für Betriebswirtschaft an der Ludwig-Maximilians-Universität München. 1992 lehnte er einen Ruf für einen Lehrstuhl für Angewandte Geographie an der Universität Tübingen und einen Ruf für einen Lehrstuhl für Kulturgeographie an der Universität Stuttgart ab. Von 1992 bis zur Emeritierung (2008) war Haas Ordinarius für Wirtschaftsgeographie (Lehrstuhlinhaber und Vorstand des Instituts für Wirtschaftsgeographie) an der Ludwig-Maximilians-Universität München.
Haas war 1997 als Gastprofessor an der Washington State University in den USA. Für die Organisation und Durchführung des langjährigen wissenschaftlichen Austausches zwischen der LMU München und der Universität Breslau, Polen, erhielt Haas 1996 die goldene Verdienstmedaille des polnischen Senats. Haas forscht auf folgenden Gebieten:
- Internationalisierung der Wirtschaft
- Umwelt- und Ressourcenökonomie
- Betriebliche Standortforschung
- Vergleichende quantitative Regionalforschung